# Hokuto no Ken 3 : La Légende de Kenshiro
Série
Hokuto no Ken 2 : L'Héritier du Hokuto
(2007)
Pour plus de détails, voir Fiche technique et Distribution.
Hokuto no Ken 3 : La Légende de Kenshiro (真救世主伝説 北斗の拳ZERO ケンシロウ伝, Shin kyūseishū densetsu Hokuto no Ken Zero – Kenshirō den) est un film japonais d'animation, d'après le manga Ken le Survivant (北斗の拳, Hokuto no Ken) de Tetsuo Hara (dessin) et Buronson (scénario), réalisé par Kōbun Shizuno, sorti en 2008.

## Synopsis
Affaibli par son dernier combat, Kenshirô est retrouvé inconscient par Guruma, un marchand d'esclaves qui décide de l'emmener dans la ville de Ghesso pour le vendre au marché d'esclaves. Arrivé sur place, le vaillant guerrier est frappé de plein fouet par la misère humaine qui y règne. Le guerrier reprend alors petit à petit des forces pour se battre contre le Général, le sombre dictateur de Ghesso.

## Fiche technique
- Titre original : Shin kyūseishū densetsu Hokuto no Ken Zero – Kenshirō den (真救世主伝説 北斗の拳ZERO ケンシロウ伝)
- Titre français : Hokuto no Ken 3 : La Légende de Kenshiro
- Réalisation : Kōbun Shizuno
- Scénario : Nobuhiko Horie d'après le manga Ken le Survivant (北斗の拳, Hokuto no Ken?) de Tetsuo Hara (dessin) et Buronson (scénario)
- Direction artistique : Shun'ichirô Yoshihara
- Direction d'animation : Masaki Satô, Shingo Ishikawa et Naoki Kugaki
- Character design : Masaki Satô
- Photographie : Masato Sato
- Montage : Jun Takuma
- Musique : Yuki Kajiura
- Production : Kazuhiko Hidano et Yûsei Katô ; Masahito Yoshioka (directeur de production)
- Studio d'animation : TMS Entertainment
- Société de production : North Star Pictures
- Société de distribution : Go ! Cinema
- Pays d'origine :  Japon
- Langue originale : japonais
- Format : couleur - 35 mm - son Dolby Digital
- Genre : Arts martiaux, action, animation
- Durée : 83 minutes
- Dates de sortie :
  - Japon : 4 octobre 2008[1]
  - France : 29 septembre 2010[2] (sorti directement en DVD)

Source : IMDb

## Distribution

### Voix originales
- Hiroshi Abe : Kenshiro
- Yuriko Ishida : Yuria ou Julia
- Chikao Ohtsuka : Ryûken
- Hiromi Konno : Amo
- Keiichi Nanba : Yaman
- Miina Tominaga : Saya
- Rikiya Koyama : Jugai
- Romi Park : Dan
- Shigeru Chiba : Jinia
- Shozo Iizuka : Shisuka
- Takeshi Aono : Fugen
- Takuya Kirimoto : Shin
- Tesshô Genda : Guruma
- Tetsu Inada : Gadeth
- Hiroshi Fujioka : le narrateur

### Voix françaises
- Frédéric Souterelle : Kenshirô
- Marie Diot : Julia
- Jacques Albaret : Ryûken
- Jean-Bernard Guillard : Cisca
- Gabrielle Jeru : Amo
- Serge Noël : Yaman
- Francisco Gil : Jugai
- Patrick Noérie : Jinia
- Olivier Angèle : Fugen
- Frédéric Popovic : Shin
- Loïc Houdré : Garuma
- Christopher Ambomo : Gades
- Version française :
  -  Adaptation des dialogues : Frédéric Roques[4]